# 芯 (幾何学)
初等幾何学において芯とは、星型多角形、星型多面体などの一番内部にある凸多胞体であり、星型化する前の元の図形のことである。
星型正多面体の芯は、正多面体である（大二十面体は正二十面体、それ以外は正十二面体）。正複合多面体の芯は2つの正四面体は正八面体、5つの正六面体は菱形三十面体、それ以外は正二十面体となる。複合体の芯はその共有部分となる。凸でない一様多面体の芯は半正多面体やその変形（正多面体からの操作途中のもの）、菱形多面体やその切頂系になる場合が多い。しかし中には、面が立体の赤道で交差しているものもあり、その場合は点や直線になってしまい芯ができない。